# Hugo Fattoruso
Hugo Fattoruso (Montevideo, 29 de junio de 1943) es un compositor, arreglador, multiinstrumentista y vocalista uruguayo, fundamental dentro de la música de este país. Además de desarrollar una intensa carrera solista, ha tocado en diversos formatos: Los Shakers, Opa, Grupo del Cuareim, Los Pusilánimes, La Escuelita, Trío Fattoruso, Rey Tambor, Ha Dúo, Dos Orientales, Barrio Sur, Trío Oriental, Cuarteto Montevideano, entre otros. Colaboró con los músicos Milton Nascimento, Hermeto Pascoal, Eduardo Mateo, Chico Buarque, Rubén Rada, Jaime Roos, Airto Moreira y Djavan, entre otros.

## Biografía
Hugo Fattoruso comenzó a actuar profesionalmente a los doce años (en 1956), tocando como acordeonista y pianista en el Trío Fattoruso, junto a su padre, Antonio y su hermano Osvaldo.
Hacia 1959 se integró en la banda de swing y dixieland The Hot Blowers, por la cual pasaron otros músicos como Osvaldo Fattoruso, Rubén Rada, Federico García Vigil, Paco Mañosa, Cacho de la Cruz, Moris Pardo, Ringo Thielmann, Tomás "Chocho" Paolini, Guillermo Facal, Moisés Rouso, Ramón "Bebe" Alfonso, Enrique "Pelo" de Boni y Daniel "Bachicha" Lencina.
Esta banda logró cierto reconocimiento regional, logrando editar tres álbumes EP y realizando una extensa gira por territorio chileno.

### Los Shakers

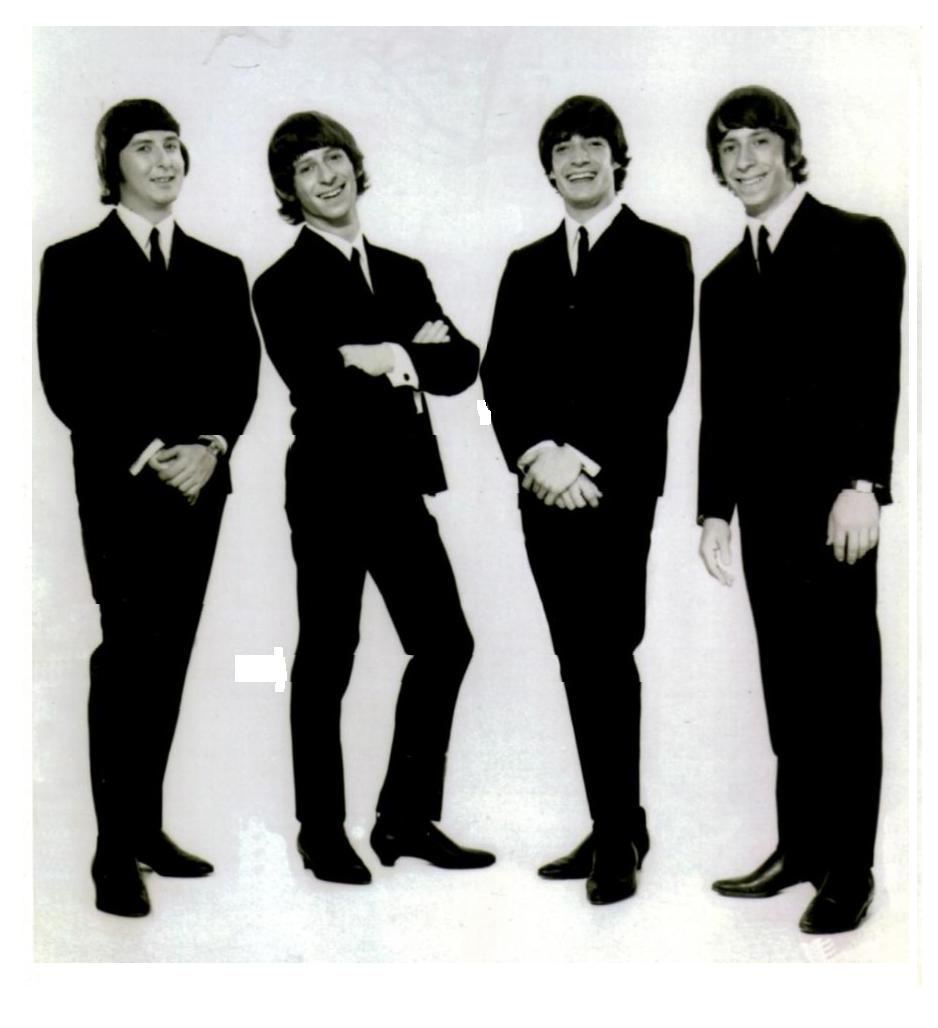
Osvaldo y Hugo Fattoruso en el grupo Los Shakers, precursores del rock en América Latina.

En los años sesenta formó una mítica banda de rock, Los Shakers, que difundió el rock de ascendencia británica en América Latina, influyendo a su vez, en la aparición del llamado rock nacional a partir de 1967 tanto de Uruguay como de Argentina. La banda estaba integrada por él mismo en voz y guitarra, su hermano Osvaldo Fattoruso, también en voz y guitarra, "Pelín" Capobianco como bajista y Carlos Villa en batería.
Sus dos primeros discos, Los Shakers (1965) y Shakers For You (1966), fueron muy exitosos, e incluyeron los hits “Break it All” y “Never Never”, el segundo, una temprana mezcla de samba y rock, gran éxito en Brasil. El tercer álbum, La conferencia secreta del Toto’s bar (1968), tuvo poca difusión por parte de la discográfica, pero hoy es considerado esencial en el desarrollo de la identidad del rock rioplatense (incluye fusión de rock con candombe y tango).
Los Shakers, en su formación original, volvieron a juntarse en 2005, grabaron el disco Bonus Tracks, con temas nuevos, y realizaron una serie de presentaciones.

### Banda Opa

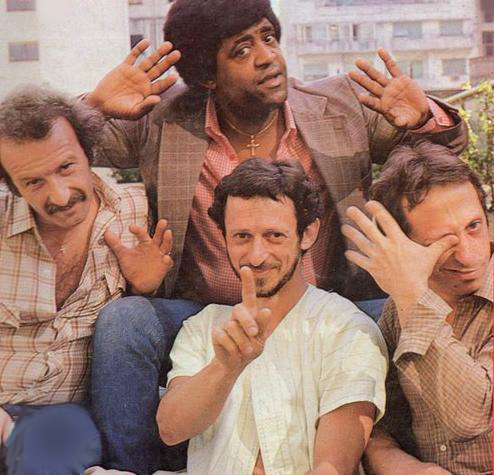
Opa en 1981: Los hermanos Osvaldo y Hugo Fattoruso, junto a Rubén Rada y Ringo Thielmann.

En 1969, los hermanos Fattoruso, luego de colaborar con Billy Bond, y grabar el disco La Bossa Nova de Hugo y Osvaldo, se radicaron en Estados Unidos. Allí tocaron con Airto Moreira y formaron el grupo Opa, junto a Ringo Thielmann. El grupo fue uno de los primeros en fusionar el rock, el jazz y ritmos latinoamericanos, en este caso el candombe, así como ritmos brasileños. Grabaron dos discos: Goldenwings (1976) y Magic Time (1977). Airto Moreira participó en ambos discos, Hermeto Pascoal en el primero y Flora Purim en el segundo. Ruben Rada se incorporó como miembro estable en el segundo. En 1977 Hugo también participó en el disco Slaves Mass de Hermeto Pascoal.
Luego de años en Estados Unidos Opa volvió en 1981 y se presentó en una serie de recitales en Argentina como grupo telonero de Milton Nascimento, y los días 8 y 9 de abril en dos históricos recitales en el Cine Teatro Plaza de Montevideo. En el Río de la Plata se habían convertido en una banda de culto. En 1981, en Argentina, Opa grabó el disco A Los Shakers. La banda figuró con el nombre Otroshakers. En 1987 se presentaron en el Teatro de Verano de Montevideo, recital que fue grabado y editado en el disco Opa en vivo (1988). Volvieron a presentarse en 2005 en el Teatro Solís de Montevideo.
Ante la falta de trabajo en Uruguay, se radicó en Brasil, trabajando principalmente con Milton Nascimento, y otros artistas como Djavan, Chico Buarque, Naná Vasconcelos, Geraldo Azevedo y Toninho Horta. Grabó varios álbumes con Milton Nascimento, entre ellos Nascimento (ganador en 1997 del Premio Grammy).
En 1984 visitó fugazmente Uruguay para colaborar en la grabación del disco Mediocampo de Jaime Roos, músico con el que colaboraría en todos sus próximos discos. Y en 1985 grabó en Montevideo su primer disco solista Varios nombres, producido por Pippo Spera y el propio Hugo, y editado en 1986. Participaron, también, Osvaldo Fattoruso, Urbano Moraes, Tambores de Cuareim, y Jaime Roos en el arte visual y gráfico del disco, junto a Mario Marotta.
En 1989, luego de ocho años de residir en Brasil, Hugo Fattoruso pudo volver a residir en Uruguay invitado por Jaime Roos para que formara parte de su banda. La Escuelita, así llamó Jaime Roos a la banda, editó su propio disco, Ahora sí!! en 1990, con Jaime Roos invitado en algunos temas. La música de La Escuelita se emparenta con la de Repique, incluso repiten algunos músicos en sus formaciones. (Repique fue una banda de candombe beat formada por Jaime Roos hacia 1984 y orientada al candombaile, modalidad de espectáculos bailables de moda en Montevideo). Hugo también formó la banda de fusión Los Pusilánimes, con la cual grabó el casete Qué suerte! en 1991.
En 1990 editó en Brasil, en el sello Som da Gente, bajo la producción de Hermeto Pascoal, Oriental, su segundo álbum solista. Participaron músicos brasileños, y, Lonjas del Cuareim .
En enero de 1991 grabó con Ruben Rada el disco Las aventuras de Fattoruso & Rada, en el Estudio del Nuevo Mundo de Buenos Aires.
En 1994 grabó el disco Momentos con el baterista Jorge Graf (ex Días de Blues y Opus Alfa), en el estudio Sondor de Montevideo, y el álbum “Locas pasiones” en el Solís, con Laura Canoura, registro en vivo del espectáculo basado en tangos y boleros presentado en el Teatro Solís. El show se repitió veinte años después y el reencuentro se acompañó con una reedición del disco.
En 1997, Hugo Fattoruso residía en Nueva York donde grabó el álbum Homework (en su casa y en estudio), editado internacionalmente por el productor Neil Weiss en su sello Big World Music, que un año antes había publicado Montevideo de Ruben Rada, disco donde también participó Hugo.
En 1999, los hermanos Hugo y Osvaldo recrearon su inicial Trío Fattoruso, ahora con Francisco Fattoruso, hijo de Hugo, como bajista. El trío grabó tres discos, uno homónimo editado en 2001, Brainstorming y Global Warning, grabados en 2002 y editado en 2020, y otro en vivo publicado en 2005. Otras agrupaciones integradas por Hugo que continuaron en la misma línea jazzística del Trío Fattoruso son el trío Fatto-Maza-Fatto, el Cuarteto Oriental y el Trío Oriental. Todas han producido álbumes de estudio. Fattoruso también se ha presentado en trío de jazz acústico con Popo Romano y Martín Ibarburu.
En 2002 grabó O último blues, el primero de una serie de discos de piano solo, los siguientes fueron Ciencia Fictiona (2004) y Café y bar Ciencia Fictiona (2009) (solo piano en la mayoría de los temas). Piano Forever: En vivo en Argentina (2015) es solo piano en la mayoría de los temas, pero mayoritariamente cantado. También grabó dos discos solo con acordeón: Acorde on (2011) y Recorriendo Uruguay (2021).
En 2008, Hugo volvió a Japón (había estado en 1985 con la banda de Djavan) para realizar una gira de dos meses, primero con el Trío Fattoruso (ocho recitales en seis ciudades: Komatsu, Sendai, Tokio, Kioto, Nagoya y Yokohama) y luego a dúo con el percusionista japonés Yahiro Tomohiro, junto a quien grabó el CD Dos orientales, editado en 2008 en Japón. En este viaje, Fattoruso también colaboró (compuso piezas instrumentales y tocó en vivo) con un prestigioso grupo de cuerdas que lidera la violinista Aska Kaneko y con el que grabó el disco Encuentro (2009). En noviembre del mismo año, Hugo volvió a Japón para representar a Uruguay en el evento La noche del Mercosur que tuvo lugar en el Nuevo Teatro Nacional de Tokio, donde actuó acompañado por el coro de niños Shinjuku-ku Shonen Shojo Gasshodan de Shinjuku. Con Yahiro Tomohiro, como Dos orientales, ha vuelto a grabar Orienta en 2011 y Tercer viaje en 2016.
En 2009 también grabó dos discos editados de manera limitada: Canciones y Ángeles, el segundo casi instrumental. En ambos Hugo ejecuta todos los instrumentos y programaciones, y hay vocalistas invitadas para intervenciones ocasionales. Canciones sin fin, editado en Japón en 2013, presenta similitudes con estos dos discos, aunque tiene más presencia de piano.
El 12 de junio de 2010 realizó un concierto en la Sala Zitarrosa del cual se extrajo su primer DVD Hugo Fattoruso en Concierto (edición que también incluye CD). Participaron Osvaldo y Alex Fattoruso y otros músicos que suelen acompañarlo.
En 2011, participó como compositor musical y actor en la película Sueños y Pesadillas de Roberto Aguerre.
En 2013 conformó Ha Dúo con Albana Barrocas. Su primer disco, Neo (2013), recibió en 2014 el Premio Graffiti a mejor álbum de música popular y canción urbana. En abril de 2016, el dúo se presentó en seis conciertos gratuitos estrenando el álbum doble Canciones y áreos. En 2020 el sello japonés Disco É Cultura editó en vinilo su tercera producción fonográfica, el EP 2020.
El 18 de junio de 2014 se grabó y filmó su segundo DVD/CD Fatto in casa, en el Auditorio Nacional del Sodre. Actuaron como invitados Jaime Roos y Fito Páez, y participaron compañeros habituales de los últimos años como Albana Barrocas y Rey Tambor, además de un coro femenino. El 4 de octubre se repitió el espectáculo con Fernando Cabrera y Andrés Calamaro como invitados.
En mayo de 2015 grabó en vivo, con Leo Maslíah, el disco Montevideo ambiguo, músico con el cual realizó una serie de presentaciones. 
En 2016 grabó junto a Enrique Gule y Soledad Legaspi en guitarras y Albana Barrocas en percusión, conformando el Cuarteto Sonoro, un álbum instrumental titulado Disco redondo.
El 6 de mayo de 2017 se estrenó el documental Fattoruso con un show en el Auditorio Nacional del Sodre. 
En 2018 el sello inglés Far Out Recordings, especializado en música brasileña, editó en CD y vinilo Hugo Fattoruso y Barrio Opa, un álbum grabado en los estudios Sondor que retoma el sonido de la banda Opa.
En 2020 grabó Tango escarlata, un disco de tango a dúo con el pianista argentino Juan Carlos Ingaramo.
En 2021 presentó un nuevo trabajo discográfico "Nuevo Ha Dúo".

### Candombe
Su pasión por el candombe lo llevó a formar el grupo Rey Tambor, que completan Diego Paredes (en tambor piano), Fernandito Núñez (en tambor chico) y Nicolás Peluffo (en tambor repique) y más tarde Noé Nuñez. Hugo interpreta en teclado un repertorio conformado a base de clásicos del género de distintos autores uruguayos, composiciones propias y versiones de canciones conocidas llevadas a este ritmo. Hasta el momento el grupo editó cuatro discos: Palo y mano (Tonos Records. 2001), Emotivo (Los Años Luz. 2007), Puro sentimiento (Sondor. 2009) y Rey Tambor no Brasil (Kaiya Project. 2014).
Otro grupo que abordó esta temática, fue Grupo del Cuareim, con quien se grabaron dos trabajos para Neil Weiss "Candombe" y "Tonos Negros", un homenaje a Pedro Ferreira.
El proyecto actual que lleva adelante la propuesta Afro-Montevideana, tiene como nombre "Barrio Sur" y lo integran: Mathías Silva (Tambor Piano), Wellington Silva (Tambor Repique), Guillermo Díaz Silva (Tambor Chico) y Albana Barrocas (Percusión y voz). Su primer CD "Barrio Sur" fue lanzado en 2016 y ganó un Premio Graffiti en 2017.

## Artistas vinculados
La trayectoria profesional de Hugo Fattoruso es difícil de rastrear, compartió escenarios y/o grabaciones con una gran variedad de músicos, entre ellos:
| - Eduardo Mateo - Jorge Graf - Jaime Roos - Rubén Rada - Laura Canoura - Toto Méndez - Eumir Deodato - Larbanois & Carrero - Pitufo Lombardo - La Tríada - Chico Buarque de Holanda - Milton Nascimento - Djavan - Fafá de Belém - Miucha | - María Bethânia - Arismar do Espirito Santo - Toninho Horta - João Bosco - Hermeto Pascoal - Geraldo Azevedo - Naná Vasconcelos - Airto Moreira - Flora Purim - Abraham Laboriel - Manolo Badrena - Hiram Bullock - Vernon Reid | - Don Cherry - Giovanni Hidalgo - Ron Carter - Litto Nebbia - Luis Alberto Spinetta - Fito Páez - Liliana Herrero - Luis Salinas - Adriana Varela - Takamasa Segi - Yahiro Tomohiro - Albana Barrocas - Daniel Irigoyen - Billy Bond |

### Samba de Janeiro
En el marco de los preparativos y publicidad del Mundial de Brasil 2014, se difundió una melodía con carácter oficial, conocida como "Samba de Janeiro". Fattoruso reclama al brasileño Airto Moreira la autoría de esta melodía.

## Trayectoria
- 1952-1958: Trío Fattoruso.
- 1959-1963: The Hot Blowers.
- 1964-1969: Los Shakers.
- 1969-2005: Opa.
- 1981: Barcarola.
- 1986-presente: Hugo Fattoruso, solista.
- 2000-2012: Trío Fattoruso (Hugo, Osvaldo y Francisco Fattoruso). En julio de 2012 falleció su hermano Osvaldo.[32]
- 2001-presente: Rey Tambor (junto a Diego Paredes, Fernandito Núñez y Noé Núñez.)
- 2007-presente Dos Orientales (junto a Yahiro Tomohiro, percusionista japonés.)
- 2009-2012: Trío Fatto-Maza-Fatto (junto a Osvaldo Fattoruso y Daniel Maza.)
- 2009-2018: Cuarteto Oriental (junto a Osvaldo Fattoruso, Daniel Maza y Leonardo Amuedo en la primera versión, luego Fabián Miodownik.)
- 2013-presente: HA Dúo (junto a Albana Barrocas).
- 2019-presente: Trío Oriental (junto a Daniel Maza y Fabián Miodownik).

## Premios y reconocimientos
En 2015 fue reconocido con el Premio Konex Mercosur en la actividad de la Música Popular, uno de los premios más prestigiosos en el ámbito latinoamericano, galardón dado en calidad de ser el músico más relevante de Sudamérica de la última década, según la Fundación Konex.
En 2019 le fue concedido el Premio Grammy Latino a la Excelencia Musical.

## Filmografía
- Escala Musical (1966)
- El chevrolé (1999)
- Sueños y pesadillas (2011)
- Otra historia del mundo (2017)
- Fattoruso (Documental) (2017)
- Dos Orientales Archivado el 5 de enero de 2022 en Wayback Machine. (Documental) (2018)